# الساندرا موسولینی
الساندرا موسولینی (ایتالیایی: Alessandra Mussolini؛ زاده ۳۰ دسامبر ۱۹۶۲) سیاست‌مدار اهل ایتالیا است که در سال ۲۰۰۸ با حمایت از ائتلاف حزب آزادی سیلویو برلوسکونی به مجلس پارلمان ایتالیا راه یافت. او پیش‌تر بازیگر و مدل بوده‌است.

## زندگی شخصی
الساندرا موسولینی که یکی از نوه‌های بنیتو موسولینی است. موسولینی در سال ۱۹۸۹ با مائورو فلوریانی ازدواج کرد و سه فرزند دارد. 

## فیلمشناسی
از فیلم‌ها یا برنامه‌های تلویزیونی که وی در آن نقش داشته‌است می‌توان به یک روز بخصوص اشاره کرد.